# Q School 2021 - Evento 1
L'evento 1 della Q School 2021 è stato la prima di tre tappe di questa competizione, che si è disputato dal 27 maggio al 1º giugno 2021, presso il Ponds Forge International Sports Centre di Sheffield, in Inghilterra.
Peter Lines, Fraser Patrick, Jackson Page e Yuan Sijun hanno guadagnato una tour card per le stagioni 2021-2022 e 2022-2023.

## Regolamento
Introdotta nel periodo di riforme dell'allora appena nominato presidente del World Snooker Tour Barry Hearn, la Q School è formata da tre eventi, i quali si disputano prima dell'inizio della stagione professionistica (solitamente pochi giorni dopo il termine del Campionato mondiale).
In questi sono presenti quattro sezioni, formate tutte da sei turni: chi riesce a vincere l'ultimo round, ottiene una carta professionistica di due stagioni.
Possono partecipare anche coloro che terminano la stagione fuori dai primi 64 nel Ranking, e che quindi devono riqualificarsi per il Main Tour.
L'iscrizione è aperta ad ogni giocatore dilettante ed ha un costo di £1000.

## Fase a eliminazione diretta

### Sezione 1

#### Turno 1
| Giocatore 1      | Risultato | Giocatore 2      |
| ---------------- | --------- | ---------------- |
| Billy Ginn       | 1 - 4     | Ronnie Blake     |
| Sean McAllister  | 4 - 2     | Neal Jones       |
| Connor Benzey    | 4 - 0     | Aidan Murphy     |
| Sergey Isaenko   | 1 - 4     | Josh Mulholland  |
| Peter Butler     | 0 - 4     | Lee Stephens     |
| Jack Haley       | 0 - 4     | Lee Shanker      |
| Ross Bulman      | 1 - 4     | Gary Thomson     |
| Alex Taubman     | 4 - 1     | Liam Graham      |
| James Burrett    | 0 - 4     | Luke Maddison    |
| Jed Mann         | 4 - 3     | Jenson Kendrick  |
| Tony Corrigan    | 3 - 4     | Filips Kalnins   |
| Anton Kazakov    | 4 - 1     | Bradley Tyson    |
| Brandon Sargeant | 4 - 1     | John Welsh       |
| Martyn Taylor    | 1 - 4     | Matthew Roberts  |
| Chris Totten     | 4 - 0     | Peter Geronimo   |
| Danny Brindle    | 4 - 3     | James Height     |
| Yu Kiu Chang     | 4 - 2     | Sean O'Sullivan  |
| Ross Vallance    | 4 - 1     | James Silverwood |

#### Turno 2
| Giocatore 1      | Risultato | Giocatore 2     |
| ---------------- | --------- | --------------- |
| Michael White    | 4 - 1     | Ronnie Blake    |
| Ben Fortey       | 4 - 1     | Sean McAllister |
| Peter Lines      | 4 - 1     | Connor Benzey   |
| Riley Parsons    | 4 - 1     | Josh Mulholland |
| Ben Mertens      | 3 - 4     | Lee Stephens    |
| Saqib Nasir      | 3 - 4     | Lee Shanker     |
| Gary Thomson     | 2 - 4     | Alex Taubman    |
| Luke Pinches     | 4 - 1     | Luke Maddison   |
| Dylan Emery      | 4 - 2     | Jed Mann        |
| Leo Fernandez    | 4 - 1     | Filips Kalnins  |
| Ian Burns        | 4 - 0     | Anton Kazakov   |
| Brandon Sargeant | 4 - 0     | Matthew Roberts |
| David Lilley     | 4 - 0     | Chris Totten    |
| Paul Davison     | 4 - 0     | Danny Brindle   |
| Paul Davies      | 4 - 2     | Yu Kiu Chang    |
| Dean Young       | 3 - 4     | Ross Vallance   |

#### Turno 3
| Giocatore 1   | Risultato | Giocatore 2      |
| ------------- | --------- | ---------------- |
| Michael White | 4 - 1     | Ben Fortey       |
| Peter Lines   | 4 - 2     | Riley Parsons    |
| Lee Stephens  | 3 - 4     | Lee Shanker      |
| Alex Taubman  | 4 - 3     | Luke Pinches     |
| Dylan Emery   | 3 - 4     | Leo Fernandez    |
| Ian Burns     | 4 - 1     | Brandon Sargeant |
| David Lilley  | 4 - 0     | Paul Davison     |
| Paul Davies   | 4 - 3     | Ross Vallance    |

#### Turno 4
| Giocatore 1   | Risultato | Giocatore 2  |
| ------------- | --------- | ------------ |
| Michael White | 0 - 4     | Peter Lines  |
| Lee Shanker   | 4 - 1     | Alex Taubman |
| Leo Fernandez | 1 - 4     | Ian Burns    |
| David Lilley  | 4 - 2     | Paul Davies  |

#### Turno 5
| Giocatore 1 | Risultato | Giocatore 2  |
| ----------- | --------- | ------------ |
| Peter Lines | 4 - 1     | Lee Shanker  |
| Ian Burns   | 4 - 3     | David Lilley |

#### Turno di qualificazione al Main Tour
| Giocatore 1 | Risultato | Giocatore 2 |
| ----------- | --------- | ----------- |
| Peter Lines | 4 - 2     | Ian Burns   |

### Sezione 2

#### Turno 1
| Giocatore 1            | Risultato | Giocatore 2        |
| ---------------------- | --------- | ------------------ |
| Raymond Fry            | 4 - 0     | Aaron Graham       |
| Bradley Cowdroy        | 1 - 4     | Tony Knowles       |
| Roshan Birdi           | 0 - 4     | Samuel Lee Stevens |
| Ivan Kakovskii         | 4 - 1     | Dean Reynolds      |
| Labeeb Ahmed           | 1 - 4     | Simon Bedford      |
| Manasawin Phetmalaikul | 2 - 4     | Niel Vincent       |
| Lewis Ullah            | 1 - 4     | Jamie Jones II     |
| Brandon Hall           | 4 - 3     | Westley Cooper     |
| Stuart Watson          | 4 - 3     | Carl Mottershw     |
| Mark Lloyd             | 1 - 4     | Julien Leclercq    |
| Joe Fenton             | 4 - 3     | Kishan Hirani      |
| Mark Vincent           | 3 - 4     | Lewis Gillen       |
| Richard Wienold        | 1 - 4     | Evan Munro         |
| Dylan Mitchell         | 4 - 2     | Jamie Tudor        |
| Luke Simmonds          | 4 - 1     | Michael Tomlinson  |
| Halim Hussain          | 1 - 4     | Elliott Weston     |

#### Turno 2
| Giocatore 1          | Risultato | Giocatore 2        |
| -------------------- | --------- | ------------------ |
| Joshua Thomond       | 3 - 4     | Raymond Fry        |
| Craig Steadman       | 0 - 4     | Tony Knowles       |
| Fraser Patrick       | 4 - 0     | Samuel Lee Stevens |
| Simon Blackwell      | 4 - 3     | Ivan Kakovskii     |
| Mateusz Baranowski   | w/d - w/o | Simon Bedford      |
| Jamie Curtis-Barrett | 2 - 4     | Niel Vincent       |
| Lei Peifan           | 4 - 1     | Jamie Jones II     |
| Jack Culligan        | 4 - 3     | Brandon Hall       |
| Barry Pinches        | 3 - 4     | Stuart Watson      |
| James Cahill         | 4 - 0     | Julien Leclercq    |
| Michael Collumb      | 2 - 4     | Joe Fenton         |
| Hammad Miah          | 4 - 1     | Lewis Gillen       |
| Haydon Pinhey        | 4 - 2     | Evan Munro         |
| Florian Nüßle        | 4 - 3     | Dylan Mitchell     |
| Bai Langning         | 4 - 3     | Luke Simmonds      |
| Adrian Rosa          | 4 - 0     | Elliott Weston     |

#### Turno 3
| Giocatore 1    | Risultato | Giocatore 2     |
| -------------- | --------- | --------------- |
| Raymond Fry    | 4 - 3     | Tony Knowles    |
| Fraser Patrick | 4 - 1     | Simon Blackwell |
| Simon Bedford  | 1 - 4     | Niel Vincent    |
| Lei Peifan     | 4 - 1     | Jack Culligan   |
| Stuart Watson  | 2 - 4     | James Cahill    |
| Joe Fenton     | 2 - 4     | Hammad Miah     |
| Haydon Pinhey  | 1 - 4     | Florian Nüßle   |
| Bai Langning   | 4 - 3     | Adrian Rosa     |

#### Turno 4
| Giocatore 1   | Risultato | Giocatore 2    |
| ------------- | --------- | -------------- |
| Raymond Fry   | 1 - 4     | Fraser Patrick |
| Niel Vincent  | 0 - 4     | Lei Peifan     |
| James Cahill  | 4 - 3     | Hammad Miah    |
| Florian Nüßle | 0 - 4     | Bai Langning   |

#### Turno 5
| Giocatore 1    | Risultato | Giocatore 2  |
| -------------- | --------- | ------------ |
| Fraser Patrick | 4 - 3     | Lei Peifan   |
| James Cahill   | 1 - 4     | Bai Langning |

#### Turno di qualificazione al Main Tour
| Giocatore 1    | Risultato | Giocatore 2  |
| -------------- | --------- | ------------ |
| Fraser Patrick | 4 - 1     | Bai Langning |

### Sezione 3

#### Turno 1
| Giocatore 1      | Risultato | Giocatore 2     |
| ---------------- | --------- | --------------- |
| Faizaan Mohammed | 0 - 4     | Hans Blanckaert |
| Andy Milliard    | 4 - 3     | Mark Ganderton  |
| Stan Moody       | 3 - 4     | Callum Lloyd    |
| Johnnie Bates    | 1 - 4     | Aaron Busuttil  |
| Dylan Smith      | 0 - 4     | Liam Pullen     |
| David Finbow     | 0 - 4     | Jack Bradford   |
| Brian Cini       | 4 - 0     | Matthew Lee     |
| Umut Dikme       | 4 - 1     | Rebecca Kenna   |
| Shafaqut Hussain | 0 - 4     | David Donovan   |
| Stephen Baillie  | 3 - 4     | Māris Volajs    |
| Daan Leyssen     | 4 - 2     | Jamie Brown     |
| Fergal Quinn     | 1 - 4     | Michael Judge   |
| Gary Challis     | 4 - 1     | Adam Brown      |
| Daniel Kandi     | 4 - 1     | Garry Coulson   |
| Rodion Judin     | 3 - 4     | Patrick Whelan  |
| Jordan Rimmer    | 4 - 1     | Conor Caniff    |

#### Turno 2
| Giocatore 1      | Risultato | Giocatore 2     |
| ---------------- | --------- | --------------- |
| Billy Joe Castle | 4 - 1     | Hans Blanckaert |
| Oliver Brown     | 4 - 2     | Andy Milliard   |
| Brian Ochoiski   | 1 - 4     | Callum Lloyd    |
| Patrick Wallace  | 2 - 4     | Aaron Busuttil  |
| Ian Martin       | 4 - 0     | Liam Pullen     |
| Si Jiahui        | 4 - 1     | Jack Bradford   |
| Michael Georgiou | 4 - 2     | Brian Cini      |
| Antoni Kowalski  | w/d - w/o | Umut Dikme      |
| Kuldesh Johal    | 3 - 4     | David Donovan   |
| Soheil Vahedi    | 4 - 0     | Māris Volajs    |
| Jackson Page     | 4 - 2     | Daan Leyssen    |
| Alex Clenshaw    | 2 - 4     | Michael Judge   |
| Ryan Roberts     | 0 - 4     | Gary Challis    |
| Hamim Hussain    | 4 - 3     | Daniel Kandi    |
| Sanderson Lam    | 4 - 0     | Patrick Whelan  |
| Sean Harvey      | 4 - 1     | Jordan Rimmer   |

#### Turno 3
| Giocatore 1      | Risultato | Giocatore 2    |
| ---------------- | --------- | -------------- |
| Billy Joe Castle | 1 - 4     | Oliver Brown   |
| Callum Lloyd     | 3 - 4     | Aaron Busuttil |
| Ian Martin       | 2 - 4     | Si Jiahui      |
| Michael Georgiou | 4 - 0     | Umut Dikme     |
| David Donovan    | 0 - 4     | Soheil Vahedi  |
| Jackson Page     | 4 - 2     | Michael Judge  |
| Gary Challis     | 1 - 4     | Hamim Hussain  |
| Sanderson Lam    | 1 - 4     | Sean Harvey    |

#### Turno 4
| Giocatore 1   | Risultato | Giocatore 2      |
| ------------- | --------- | ---------------- |
| Oliver Brown  | 4 - 2     | Aaron Busuttil   |
| Si Jiahui     | 3 - 4     | Michael Georgiou |
| Soheil Vahedi | 2 - 4     | Jackson Page     |
| Hamim Hussain | 1 - 4     | Sean Harvey      |

#### Turno 5
| Giocatore 1  | Risultato | Giocatore 2      |
| ------------ | --------- | ---------------- |
| Oliver Brown | 1 - 4     | Michael Georgiou |
| Jackson Page | 4 - 0     | Sean Harvey      |

#### Turno di qualificazione al Main Tour
| Giocatore 1      | Risultato | Giocatore 2  |
| ---------------- | --------- | ------------ |
| Michael Georgiou | 1 - 4     | Jackson Page |

### Sezione 4

#### Turno 1
| Giocatore 1       | Risultato | Giocatore 2         |
| ----------------- | --------- | ------------------- |
| Harvey Chandler   | 4 - 1     | Chen Feilong        |
| Scott Bell        | 4 - 0     | Thomas McSorley     |
| Imran Puri        | 2 - 4     | Adam Goff           |
| Alfie Lee         | 4 - 2     | Joshua Cooper       |
| Philip O'Connor   | 0 - 4     | Yao Pengcheng       |
| Jack Smithers     | 3 - 4     | Liam Davies         |
| Tyler Rees        | 4 - 1     | John Parkin         |
| Callum Beresford  | 3 - 4     | Ryan Thomerson      |
| Mark Bell         | 2 - 4     | Andrew Tapper       |
| Alex Millington   | 4 - 1     | Arun Mehta          |
| Gaurang Vyas      | w/d - w/o | Robert Read         |
| Matthew Glasby    | 4 - 2     | Denys Chmelewskyj   |
| Daniel Walker     | w/o - w/d | Amir Sarkhosh       |
| Adam Duffy        | 4 - 0     | Juan Pedro Durán    |
| Sam Baird         | 4 - 0     | Mark Anthony Taylor |
| George Pragnell   | 1 - 4     | Sydney Wilson       |
| Keishin Kamihashi | 4 - 1     | Keith Keldie        |
| John Pritchett    | 0 - 4     | Ross Muir           |

#### Turno 2
| Giocatore 1      | Risultato | Giocatore 2       |
| ---------------- | --------- | ----------------- |
| Robbie McGuigan  | 3 - 4     | Harvey Chandler   |
| Rod Lawler       | 4 - 3     | Scott Bell        |
| Mitchell Mann    | 4 - 0     | Adam Goff         |
| Eden Sharav      | 4 - 3     | Alfie Lee         |
| Ryan Davies      | 4 - 1     | Yao Pengcheng     |
| Daniel Womersley | 4 - 1     | Liam Davies       |
| Duane Jones      | 4 - 1     | Tyler Rees        |
| Alfie Burden     | 4 - 1     | Ryan Thomerson    |
| Yuan Sijun       | 4 - 0     | Andrew Tapper     |
| Alex Millington  | 4 - 2     | Robert Read       |
| Hayden Staniland | 4 - 2     | Matthew Glasby    |
| Luo Honghao      | 4 - 0     | Daniel Walker     |
| Daniel Wells     | 4 - 2     | Adam Duffy        |
| Sam Baird        | 0 - 4     | Sydney Wilson     |
| John Astley      | 4 - 2     | Keishin Kamihashi |
| Phil O'Kane      | 1 - 4     | Ross Muir         |

#### Turno 3
| Giocatore 1      | Risultato | Giocatore 2      |
| ---------------- | --------- | ---------------- |
| Harvey Chandler  | 0 - 4     | Rod Lawler       |
| Mitchell Mann    | 4 - 0     | Eden Sharav      |
| Ryan Davies      | 3 - 4     | Daniel Womersley |
| Duane Jones      | 4 - 0     | Alfie Burden     |
| Yuan Sijun       | 4 - 1     | Alex Millington  |
| Hayden Staniland | 4 - 1     | Luo Honghao      |
| Daniel Wells     | 2 - 4     | Sydney Wilson    |
| John Astley      | 2 - 4     | Ross Muir        |

#### Turno 4
| Giocatore 1      | Risultato | Giocatore 2      |
| ---------------- | --------- | ---------------- |
| Rod Lawler       | 2 - 4     | Mitchell Mann    |
| Daniel Womersley | 2 - 4     | Duane Jones      |
| Yuan Sijun       | 4 - 0     | Hayden Staniland |
| Sydney Wilson    | 4 - 3     | Ross Muir        |

#### Turno 5
| Giocatore 1   | Risultato | Giocatore 2   |
| ------------- | --------- | ------------- |
| Mitchell Mann | 4 - 2     | Duane Jones   |
| Yuan Sijun    | 4 - 0     | Sydney Wilson |

#### Turno di qualificazione al Main Tour
| Giocatore 1   | Risultato | Giocatore 2 |
| ------------- | --------- | ----------- |
| Mitchell Mann | 2 - 4     | Yuan Sijun  |

### Century breaks
Durante il corso del torneo sono stati realizzati 25 century breaks.
| N° | Giocatore        | Century breaks | Miglior break |
| -- | ---------------- | -------------- | ------------- |
| 1  | Michael Georgiou | 2              | 135           |
| =  | Hammad Miah      | 2              | 134           |
| =  | Michael White    | 2              | 127           |
| =  | Peter Lines      | 2              | 119           |
| =  | Mitchell Mann    | 2              | 106           |
| 2  | Si Jiahui        | 1              | 139           |
| =  | Ross Muir        | 1              | 132           |
| =  | Joshua Cooper    | 1              | 130           |
| =  | Rod Lawler       | 1              | 129           |
| =  | Bai Langning     | 1              | 118           |
| =  | Soheil Vahedi    | 1              | 116           |
| =  | Luke Simmonds    | 1              | 114           |
| =  | Riley Parsons    | 1              | 111           |
| =  | Raymond Fry      | 1              | 110           |
| =  | Sydney Wilson    | 1              | 108           |
| =  | Kishan Hirani    | 1              | 107           |
| =  | Yu Kiu Chang     | 1              | 107           |
| =  | Alex Clenshaw    | 1              | 105           |
| =  | Dylan Mitchell   | 1              | 104           |
| =  | Alex Taubman     | 1              | 103           |